# Peng Bo
Peng Bo (China, 18 de febrero de 1981) es un clavadista o saltador de trampolín chino especializado en trampolín de 3 metros, donde consiguió ser campeón mundial en 2001 en los saltos sincronizados.

## Carrera deportiva
En el Campeonato Mundial de Natación de 2001 celebrado en Fukuoka (Japón) ganó la medalla de oro en los saltos sincronizados desde el trampolín de 3 metros, con una puntuación de 342 puntos, por delante de los mexicanos y los rusos, siendo su compañero de saltos Wang Kenan; y también ganó medalla de oro en los Juegos Olímpicos de Atenas 2004 en el trampolín de 3 metros saltos individuales.